# Дитячий день
Дитя́чий день (англ. Children's Day) — пам’ятна дата, що відзначається щорічно на честь дітей, дата їх дотримання різниться залежно від держави. У 1925 році Міжнародний день дітей вперше був проголошений в Женеві під час Всесвітньої конференції з питань захисту дітей. Починаючи з 1950 року, він відзначається 1 червня в більшості комуністичних та посткомуністичних країн.

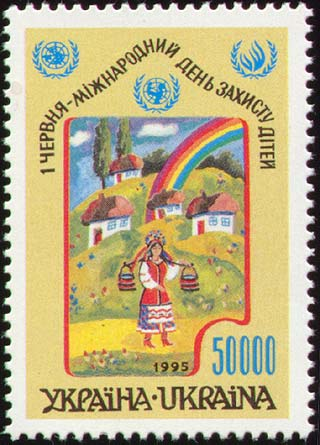
Марка Укрпошти до Міжнародного дня захисту дітей (1995)

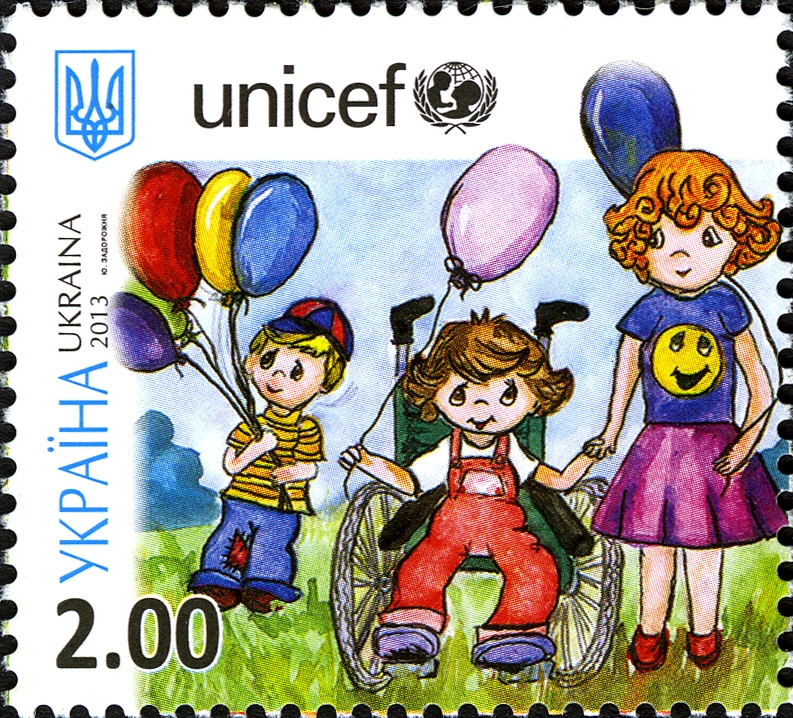
Марка Укрпошти до Міжнародного дня захисту дітей (2013)

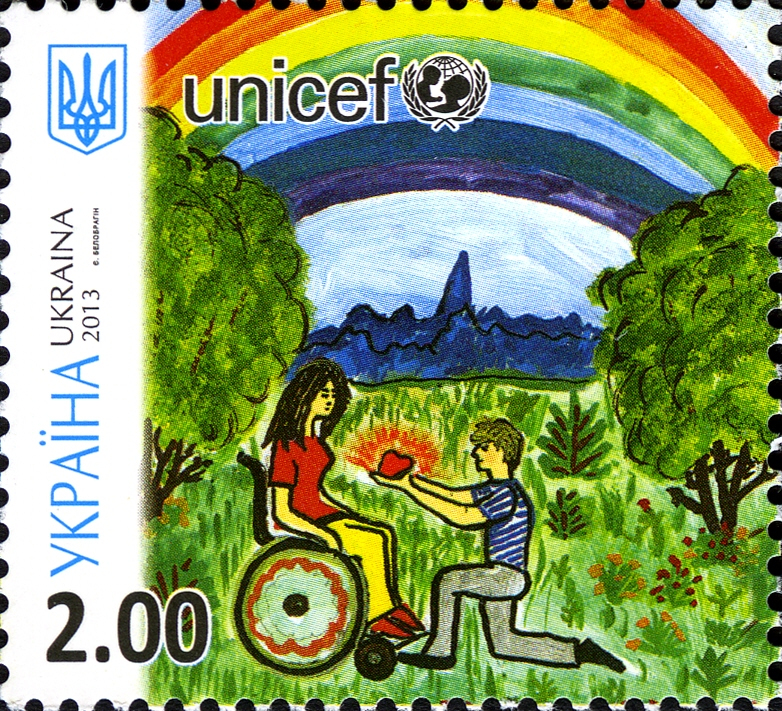
Марка Укрпошти до Міжнародного дня захисту дітей (2013)

Всесвітній день дитини відзначається 20 листопада на згадку про Декларацію прав дитини Генеральною Асамблеєю ООН 20 листопада 1959 р.

## Історія

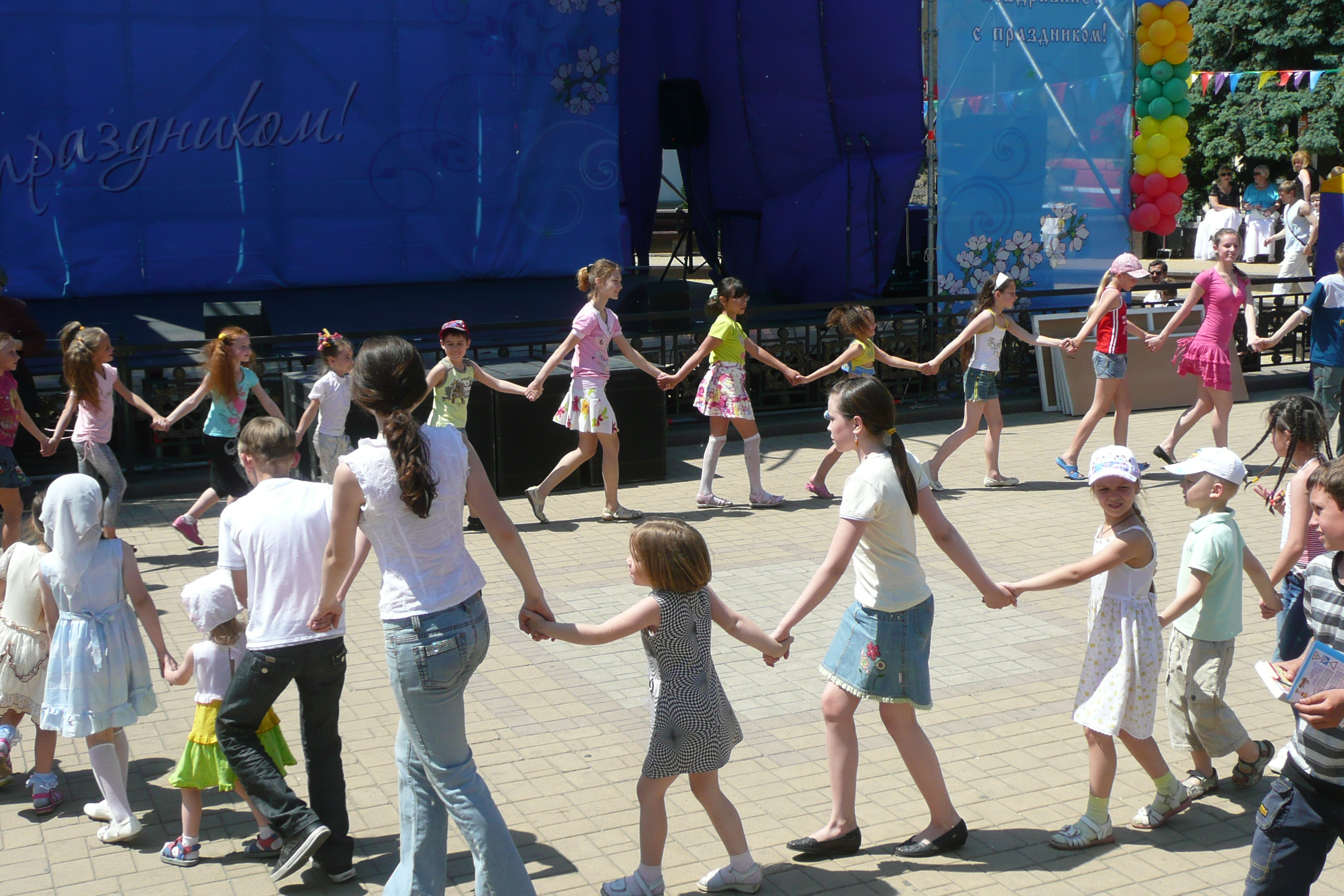
Дитячий день в Донецьку, Україна, 2011 рік

### Витоки
День дитини розпочався у другу неділю червня 1857 року преподобним доктором Чарльзом Леонардом, пастором Універсалістської Церкви Викупителя в Челсі, штат Массачусетс : Леонард провів спеціальну службу, присвячену дітям. Леонард назвав день Днем троянд, хоча згодом він був названий Квітковою неділею, а потім названий Днем захисту дітей. Вперше Дитячий день був офіційно оголошений Турецькою Республікою національним святом у 1920 році з встановленою датою 23 квітня. День дитини відзначається на національному рівні з 1920 року, коли уряд та газети того часу оголосили його днем для дітей. Однак було вирішено, що для роз'яснення та обгрунтування цього святкування потрібно офіційне підтвердження, і офіційна декларація була зроблена на національному рівні в 1929 році засновником та президентом Турецької Республіки Мустафою Кемалем Ататюрком.

### Глобальне святкування
Міжнародний Дитячий день вперше був проголошений в Женеві під час Всесвітньої конференції з питань захисту дітей в 1925 році. 1949 року 1 червня Міжнародна жіноча демократична федерація в Парижі встановила Міжнародний Дитячий день. Починаючи з 1950 року, у багатьох комуністичних та посткомуністичних країнах 1 червня відзначається Днем захисту дітей. У 1954 р. Сполучене Королівство проголосило Дитячий день, щоб заохотити всі країни встановити день, по-перше, сприяти взаємному обміну та взаєморозуміння між дітьми, а по-друге, ініціювати дії з метою сприяння та сприяння добробуту дітей світу. Це спостерігається для сприяння досягненню цілей, викладених у Хартії, та добробуту дітей. 20 листопада 1959 року Організація Об'єднаних Націй прийняла Декларацію прав дитини .  Всесвітній Дитячий день відзначається 20 листопада на згадку про Декларацію прав дитини Генеральною Асамблеєю ООН 20 листопада 1959 р.

### Останні ініціативи
У 2000 році цілі розвитку тисячоліття, визначені світовими лідерами, зупинити поширення ВІЛ / СНІДу до 2015 року. Хоча це стосується всіх людей, головна мета стосується дітей. ЮНІСЕФ прагне досягти шести з восьми цілей, які стосуються потреб дітей, щоб усі вони мали право на основні права, прописані в міжнародному договорі про права людини 1989 року. ЮНІСЕФ постачає вакцини, співпрацює з директорами з питань належного медичного обслуговування та освіти та працює виключно для допомоги дітям та захисту їх прав. У вересні 2012 року Генеральний секретар ООН Пан Гі Мун очолив ініціативу щодо виховання дітей. По-перше, він хоче, щоб кожна дитина могла відвідувати школу - мета до 2015 року. По-друге, для вдосконалення набору навичок, набутих у цих школах. Нарешті, впровадження політики щодо освіти для сприяння миру, повазі та екологічним проблемам. Універсальний Дитячий день - це не просто день святкування дітей такими, якими вони є, а просвітництво дітей у всьому світі, які зазнали насильства у формах жорстокого поводження, експлуатації та дискримінації. У деяких країнах діти використовуються як робітники, занурені у збройні конфлікти, живуть на вулицях, страждають від різниць, будь то релігія, проблеми меншин чи інвалідність. Діти, які відчувають наслідки війни, можуть бути переміщені через збройний конфлікт і можуть зазнати фізичних та психологічних травм. У терміні "діти та збройні конфлікти" описані наступні порушення: вербування та діти-солдати, вбивства / каліцтва дітей, викрадення дітей, напади на школи / лікарні та недопущення гуманітарного доступу до дітей. В даний час існує близько 153 мільйонів дітей у віці від 5 до 14 років, які примушені до дитячої праці. Міжнародна організація праці в 1999 р. Прийняла Заборону та ліквідацію найгірших форм дитячої праці, включаючи рабство, дитячу проституцію та дитячу порнографію.
Короткий зміст прав, передбачених конвенцією про права дитини, можна знайти на вебсайті ЮНІСЕФ. Канада була співголовою Всесвітнього саміту для дітей у 1990 р., а у 2002 р. Організація Об'єднаних Націй підтвердила зобов'язання завершити порядок денний Всесвітнього саміту 1990 р. Це додано до звіту Генерального секретаря ООН "Ми, діти: Огляд кінця десятиліття" за результатами Всесвітнього саміту для дітей.
Дитяче агентство Організації Об'єднаних Націй опублікувало дослідження стосується збільшення кількості дітей, яке становитиме 90 відсотків наступного мільярда людей.

## Дати по всьому світу
Офіційно визнана дата Дня захисту дітей залежить від країни.
Дитячий день відзначається 1 червня в колишніх країнах Радянського Союзу (включаючи Азербайджан, Білорусь, Вірменію, Грузію, Естонію, Казахстан, Киргизстан, Латвію, Литву, Молдову, Росію, Таджикистан, Туркменістан, Узбекистан), а також інші колишні або нинішні комуністичні держави (Албанія, Ангола, Бенін, Болгарія, Боснія і Герцеговина, В'єтнам, Ємен, Етіопія, Камбоджа, материковий Китай, Косово, Куба, Лаос, Мозамбік, Монголія, Східна Німеччина, Північна Македонія, Румунія, Сербія, Словаччина, Словенія, Танзанія, Хорватія, Чехія, Чорногорія та меншою мірою в Ізраїлі через міграцію радянського єврейського населення). Сюди входять 25 країн, які відновили незалежність від СРСР, відокремилися від Соціалістичної Федеративної Республіки Югославія, а також Чехословаччина та Етіопія після їх відповідних розколів. Всесвітній дитячий день відзначається 20 листопада на згадку про Декларацію прав дитини Генеральної Асамблеї ООН 20 листопада 1959 р.

## Список за країнами

### Африка

#### Камерун
У Камеруні Дитячий день був встановлений як свято в 1990 р.

#### Центральна Африка
У Конґо, Камерун, Екваторіальна Ґвінея, Ґабон, Чад, Центральноафриканська Республіка, Дитячий день відзначають 25 грудня на честь усіх дітей.

#### Єгипет
У Єгипті Дитячий день відзначається кожного 20 листопада фестивалями та іграми для дітей, але не в усіх містах, таких як Каїр, Александрія тощо.

#### Еритрея
В Еритреї Дитячий день відзначається 8 грудня.

#### Ліберія
У Ліберії Дитячий день був встановлений як свято в 1991 році.

#### Мозамбік
У Мозамбіку Міжнародний Дитячий день відзначається 1 червня.

#### Нігерія
Дитячий день відзначається 27 травня в Ніґерії, свято було започатковане в 1964 році. Це державне свято для дітей початкової та середньої школи. Через великі розміри країни лише кілька груп дітей (школи чи інші організації) відбираються для проходження параду. Дітям зазвичай дають такі розваги, як прогулянка на вулиці або виконання роботи, яку зазвичай роблять дорослі.  
У деяких ситуаціях діти початкової та середньої школи змагаються у форматі військових парадів за приз, який буде вручений в кінці змагань. Релігійні групи в Ніґерії також відзначають день дітей у великому стилі. Багато приватних та державних організацій зазвичай організовують дитячу вечірку для привілейованих та менш привілейованих дітей, намагаючись надати їм відчуття приналежности. Це також день, коли медіа-організації аналізують важке становище дітей у суспільстві та зусилля, які державні та неурядові установи докладають до покращення життя багатьох дітей.  

#### Південна Африка
У Південній Африці Дитячий день проводиться в першу суботу листопада.

##### Південна Африка
Національний дитячий день у ПАР відзначався щороку з 2004 по 2009 рік в парку Ельдорадо, Йоганнесбург. Це було зроблено організацією під назвою Товариство дитячої євангелізації. У цей період у цій громаді спостерігалося зростання, і ніхто не знав про те, що діти вживають наркотики. У 2013 році організація «Артикулююче життя» почала святкувати Національний Дитячий день з трохи більше ніж 300 дітьми. У 2019 році ця кількість зросла до понад 1700. Після 2009 р. спостерігалося збільшення споживання наркотиків дітьми молодшого віку. Оскільки в цій громаді знову чесно відзначається Національний Дитячий день, вживання наркотиків серед дітей, які приїжджають на ці урочистості, зменшилось. Щороку запрошуються діти в парку Ельдорадо та прилеглих районах, таких як Соуето, Еннердейл, Вестбері-Слово-Парк, Парк Свободи, Площа Мандели та Скваттеркамп. Вони отримують їжу ветеринарного пирога та фаршу або рулет з хот-догами з соком і водою. Їдять якомога більше. Це день, коли дітям нагадують, що вони цінні та улюблені їхньою громадою та Богом. Це день, коли їм нагадують, що вони діти, і що вони повинні грати і поводитися, як діти.
Є всі види занять та ігор, в яких беруть участь діти. Тут є замки для стрибків, катання на конях, розпис обличчя, зоопарк, декоративно-прикладне мистецтво, шоу талантів, майстер-класи, які навчають дітей знанням про переробку, права людини, права дітей та обов’язки, посадки та багато іншого. Все це безкоштовно. Ніхто ні за що не платить і нічого не продається в день на заході. Діти з нетерпінням чекають цей день щороку. Організатори за допомогою незліченних організацій, церков, батьків та пенсіонерів хотіли б, щоб ця подія відбувалась у всіх районах Південної Африки та у всьому світі. 

##### Непал
У Непалі Дитячий день (बाल दिवस) відзначається 29-го Бхадри згідно з Непальським календарем (серпень – вересень) після підписання угоди про права дитини з ООН. Раніше під час правління шаха Непал звик відзначати Дитячий день 4-го Бхадрі, у день народження Королеви Високої Матері Ратні Раджі Лакшмі Деві Шах. Це відзначається проведенням різноманітних програм у різних закладах Непалу. Він був встановлений як свято в 1990 році.

#### Південний Судан
У Південному Судані Дитячий день відзначається 23 грудня, у день народження "найбільшої дитини" Південного Судану згідно з племінною міфологією.

##### Судан
У Судані Дитячий день відзначається 23 грудня.

##### Туніс
Дитячий день в Тунісі відзначається щороку 11 січня. Він був встановлений як свято в 1995 році. Це день, коли громадяни Туніса показово дотримуються прав дітей і нагадують собі, що діти - це майбутні будівельники та забудовники країни та світу.

##### Зімбабве
Дитячий день був встановлений як свято в Зімбабве в 1991 році (також День африканської дитини).

### Азія

#### Вірменія
У Вірменії Дитячий день відзначається 1 червня.

#### Азербайджан
Дитячий день відзначається 1 червня. 

#### Бангладеш
З 2009 року Фонд JAAGO святкує Міжнародний Дитячий день (বিশ্ব শিশু দিবস) по всьому Бангладеш, залучаючи молодь та інформуючи про права дітей, 20 листопада, який ООН оголосила Всесвітнім дятячим днем. Після того, як цей рух набув великої привабливості, Бангладеш розпочав святкування Дня захисту дітей 17 березня у день народження Батька Нації Бангабандху Муджибура Рахмана.

#### Лаос
У Лаосі Дитячий день відзначається 1 червня.

#### Материковий Китай
У Китайській Народній Республіці Дитячий день відзначається 1 червня і офіційно відомий як "Міжнародний Дитячий день 1 червня". Коли Китайська Народна Республіка була вперше створена в 1949 році, Державна рада (Кабінет Міністрів) 1 червня призначила південні канікули для всіх початкових шкіл. Пізніше це було зроблено на цілоденну перерву в 1956 р. Завдяки оголошенню Державної ради зробити Дитячий день 1 червня одноденним святом. Школи, як правило, проводять такі заходи, як дитячі вистави, кемпінги або безкоштовні фільми у Дитячий день або напередодні, щоб дозволити учням розважитися.
Діти державних службовців можуть також отримувати невеликі подарунки від уряду до досягнення ними чотирнадцяти років, а державні службовці, які мають дітей, іноді мають південні канікули 1 червня, щоб проводити більше часу зі своїми дітьми. Вхідні та визначні церемонії молодих піонерів Китаю також зазвичай проводяться 1 червня. Вхід дітей до 14 років у Заборонене місто 1 червня безкоштовний, тоді як кожен супроводжуючий дорослий отримує знижку 50%.

#### Гонконг
Дитячий день святкується 4 квітня.

#### Індонезія
В Індонезії Дитячий день відзначається 23 липня. Він був встановлений як свято в 1984 році. 

#### Індія
Дитячий день в Індії відзначається з метою підвищення обізнаности про права, догляд та освіту дітей. Він відзначається 14 листопада щороку як данина пам’яті першому прем’єр-міністру Індії Джавахарлалу Неру.
Будучи серед дітей відомим як Чача Неру, він виступав за те, щоб діти здобули освіту. У цей день по всій Індії проводяться багато освітніх та мотиваційних програм, які проводяться дітьми та для дітей. 

#### Японія
Відзначається в Японії 5 травня, національним святом з 1948 року, щоб відзначити щастя всіх дітей та висловити подяку матерям. Існує давня традиція, починаючи з 8 століття, відзначати дитячий день двічі на рік: 3 березня для дівчат та 5 травня для хлопців. 3 березня, також відомий як фестиваль ляльок, японці прикрашають свої домогосподарства традиційними наборами ляльок періоду Хейан і цвітом сливи та п'ють амадзаке. 5 травня, також відоме під назвою 端午 の 節 句 (танго-но секку), вони вилітають на вулицю коропових витяжок, демонструють ляльок-самураїв та їдять кашіва мочі та чимакі. У 1948 році було кілька людей, які стверджували, що 3 березня також має бути національним святом. 

#### Казахстан
Міжнародний Дитячий день відзначається щороку 1 червня і встановлюється як національне свято дітей. Понад 3 мільйони дітей по всьому Казахстану відзначають свято спеціальними дитячими заходами. 

#### Північна Корея
Північнокорейський Дитячий день відзначається 1 червня як Міжнародний Дитячий день (Children's 아동 절). До 1945 року він святкувався 1 травня. Також існує день, який називається 조선 소년단 창립 절 (День дитячого союзу Кореї) - 6 червня.

#### Південна Корея

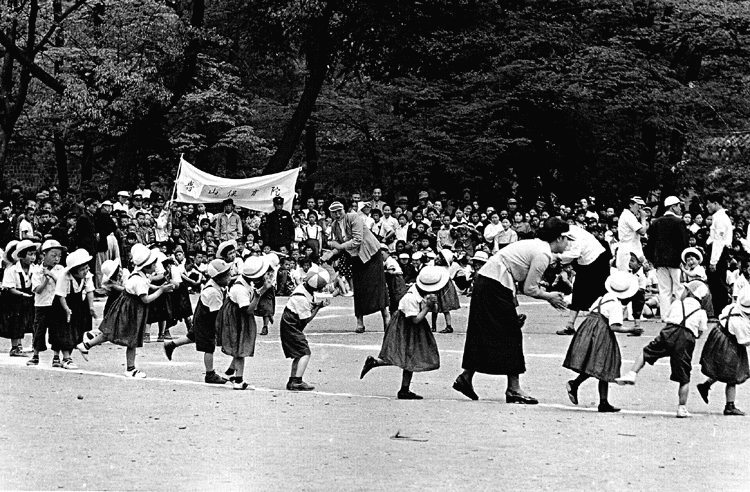
Дитячий день у Сеулі, Південна Корея, 5 травня 1954 року

У Республіці Корея (Південна Корея) 5 травня офіційно визнано Днем захисту дітей (어린이 날). Батьки часто дарують подарунки своїм дітям, а також проводять з ними час. Дітей проводять на екскурсії в зоопарки, музеї та різні місця проведення розваг, орієнтованих на дітей. Дитячий день вперше був задуманий інноваційними корейськими студентами та громадськими лідерами на основі руху 1 березня для досягнення незалежности Кореї від японського колоніалізму. З Джинджу багато людей зібралося, щоб сприяти та покращувати соціальний статус дітей та заохочувати дорослих навчати усвідомлення свого позбавленого суверенітету. У 1923 р.  кілька груп студентів, які навчались у Токіо, погодились призначити 1 травня Днем захисту дітей. Переважаючий інтелектуальний діяч, Банг Чон Хван, значною мірою сприяв популяризації свята.
Оскільки він збігався з Днем працівника, Дитячий день був перенесений на 5 травня. Банг Чон Хван вперше створив сучасне корейське слово для дітей, eorini (어린이), замінивши попередні слова aenom (애놈) та esaekki (애새끼).  До 1939 року японська влада, що базувалася в Сеулі, пригнічувала рух, щоб зупинити корейських громадських активістів, які збиралися на фестиваль. Після здобуття незалежности в 1945 р. Рух за повагу до дітей був відроджений. Закон про добробут дітей, записаний в конституції, офіційно визначив 5 травня Днем захисту дітей в 1961 році. А згідно із "законом про свято державної служби", Дитячий день став святом у Кореї в 1970 році. 

#### М'янма
У М'янмі Дитячий день відзначається 13 лютого.

#### Малайзія
Свято відзначається 1 жовтня. У наш час свято також відзначається 20 листопада (після Міжнародного дня захисту дітей).

#### Мальдіви
На Мальдівах Дитячий день (Kudakudhinge Dhuvas) відзначається 10 травня. Цього дня всі школярі ходять до школи на захід, щоб відзначити Дитячий день. Залучені школи також організовують численні заходи для своїх учнів.

#### Маврикій
На Маврикії Дитячий день був встановлений в 1991 році, як Міжнародний день африканської дитини. 

#### Монголія
У Монголії Міжнародний Дитячий день відзначається 1 червня. Свято також відоме як "Эх үрсийн баяр". 1 червня кожна дитина отримує подарунки та багато іншого. Є також фестивалі, розпродажі та солодощі. 

#### Узбекистан
В Узбекистані Дитячий день відзначається 1 червня. 
У 1954 р. Організація Об'єднаних Націй встановила Загальний Дитячий день, присвячений покращенню добробуту дітей у всьому світі. Він відзначається щорічно 20 листопада. Крім того, у багатьох країнах є власні національні свята для святкування дітей. Наприклад, Дитячий день у М’янмі (колишня Бірма) відзначається 13 лютого.
Дата Дня захисту дітей М'янми збігається з днем народження Аун Сан, бірманської революціонерки, політичної діячки та генерала, яка вважається Батьком Нації в сучасній М'янмі. Він боровся за незалежність Бірми від Японії та Великої Британії. Було вирішено відзначити день народження Аун Сан як Дитячий день, тому що "вона боролася за краще майбутнє для бірманських дітей". Наприкінці 1980-х у М'янмі була встановлена військова диктатура. Звичайно, військовий уряд не заохочував святкування дня народження Аун Сан і, по суті, Дня захисту дітей.
Ситуація почала змінюватися після демократичних реформ 2011–2012 років. Сьогодні Дитячий день офіційно відзначається у школах по всій М’янмі. 13 лютого в бірманських школах проводяться спеціальні заходи для учнів. Їх головна мета - підкреслити важливість освіти для майбутнього бірманських дітей, а також підвищити обізнаність про проблеми, з якими щодня стикаються діти та їхні батьки.

#### Непал
У Непалі День захисту дітей (बाल दिवस) відзначається 29-го Бхадри згідно Непальського календаря (серпень – вересень) після підписання угоди про права дитини з ООН.
Раніше під час правління шаха Непал звик відзначати День захисту дітей у Бхадрі 4 у день народження Королеви Високої Матері Ратні Раджі Лакшмі Деві Шах. Це відзначається проведенням різноманітних програм у різних закладах Непалу. Він був встановлений як свято в 1990 році.

#### Пакистан
У Пакистані Національна асамблея 16 грудня 2015 року прийняла одностайну резолюцію, в якій висловила горе і смуток з приводу мученицької смерті понад 150 учнів та викладачів Армійської державної школи Пешавару 16 грудня 2014 року. НС рекомендував відзначати 16 грудня як День дітей Пакистану в пам'ять про мучеників. Раніше Дитячий день відзначався 1 липня. У Пенджабі відділ з прав дитини Департаменту соціального забезпечення Пенджаб співпрацює з ЮНІСЕФ з нагоди святкування цього дня. Тоді як ГО «Голос дітей Ісламабад» також святкує Дитячий день та організовує заходи для дітей та батьків у цей день. EPO та SFB також відзначають Дитячий день та влаштовують веселі та інтерактивні сесії для дітей та батьків. До Дня захисту дітей існує багато фестивалів та заходів, організованих школами та організаціями, які зосереджені на веселих та жвавих заходах, якими можуть насолоджуватися діти та їхні сім’ї. Більшість благодійних організацій також беруть участь у святах, проводячи функції або співпрацюючи з більшими організаціями. Таким чином, усі приєднуються, щоб зробити цей день пам’ятною подією щороку в Пакистані. 

#### Палестина
День дітей (арабською: يوم الطفل الفلسطيني) відзначається в штаті Палестина 5 квітня.
5 квітня 1995 року на Першій палестинській дитячій конференції покійний президент Ясір Арафат заявив про свою прихильність Міжнародній конвенції про права дитини та оголосив 5 квітня днем для палестинської дитини; З цієї дати палестинський народ щороку відзначає цей день у всіх своїх офіційних установах та у партнерстві з цивільними та міжнародними установами, що займаються питаннями дитинства в Палестині, організовуючи багато розважальних, культурних, освітніх, спортивних та медіа заходів та заходів для діти Палестини. Згідно з доповіддю Палестинського клубу в'язнів, ізраїльська влада заарештувала 745 палестинських терористів у віці до 18 років з початку 2019 року до кінця жовтня 2019 року. У доповіді напередодні Міжнародного дня захисту дітей 2019 року, який припадає на 20 листопада кожного року, Клуб ув'язнених зазначає, що окупаційна влада продовжує утримувати приблизно (200) дітей в центрах тримання під вартою "Мегіддо, Офер і Деймон" на додаток до ряду інших дітей, яких утримували в приватних центрах Єрусалиму. Клуб в'язнів вказував на низку дій, здійснених ізраїльськими окупаційними владами проти насильницької молоді під час їхнього арешту, який починається з першого моменту їх арешту і виноситься з дому пізно ввечері. На них чинять тиск і погрози, заочне винесення вироку, накладення фінансових санкцій та штрафів. Згідно з доповіддю, покарання проти насильницької молоді під час утримання під вартою включає позбавлення їх закінчення навчання, крім того, позбавлення деяких із них відвідування сім'ї.

#### Філіппіни
На Філіппінах Республіканський закон № 10661 проголошує місяць листопад місяцем дитини у пам'ять про прийняття Конвенції про права дитини Генеральною Асамблеєю ООН 20 листопада 1989 р. 

#### Сінгапур
Традиційно 1 жовтня - це день, коли Сінгапур офіційно відзначає Дитячий день. Подібною подією, що відзначається щороку, є День молоді, який відзначається у першу неділю липня кожного року, що є шкільним святом для учнів початкових, середніх та молодших коледжів. У дитячому садку та початковій школі діти Сінгапуру цього дня не повинні відвідувати школу. З 2011 року День дитини відзначався у першу п’ятницю жовтня. Зазвичай це відзначається співом дитячої пісні під назвою Semoga Bahagia (нехай ти досягнеш щастя) на малайській мові, яку створив пан Зубір Саїд, також композитор їхнього національного гімну " Majulah Singapura", після чого виступ їх викладачів та подарунки їхніх вчителів за день до Дня захисту дітей і сам день - це шкільне свято. 
Учні середньої школи / середньої школи все ще повинні ходити до школи в цей день, але вчителі часто організовують спеціальні заходи та заходи, щоб старші діти все ще могли святкувати. Дитячий день у Сінгапурі також відзначається не лише з нагоди святкування дитинства, а й нагадування про проблеми, з якими стикаються діти у всьому світі. 

#### Шрі Ланка
У Шрі-Ланці 1 жовтня відзначають Дитячий день, який у Сингалі називають «Лока Лама Діная». У цей день багато шкіл та будинків дитячих будинків святкують, даруючи подарунки дітям.

#### Тайвань
Тайвань визначив 4 квітня Днем захисту дітей (китайською мовою: 兒童節; піньїнь : Értóng Jié) відповідно до статті 5 Порядку щодо проведення Днів та свят .  Свято датується 1931 роком, і відтоді в школах часто проводяться спеціальні заходи, щоб відзначити цю подію. Через тиск батьків, які вимагають супроводжувати своїх дітей на святкуванні, Тайвань святкував жіночий день разом із Днем захисту дітей 4 квітня 1991 року. З тих пір 4 квітня було відоме як "Комбіновані свята жіночого дня та дня захисту дітей" ( кит.: 、 ). Це державне свято Тайваню з 2011 року. Виконавчий юань передбачив у статті 5 "Дня пам’яті та заходів щодо здійснення фестивалю", що 4 квітня, у Дитячий день, відповідні органи, групи та школи проводили урочисті заходи [2]. Одноденне свято було об’єднано з Днем жінок з 1991 по 1997 рік (офіційно відоме як "Жіночий день, свято злиття дітей"). Після 1998 року свято було скасовано, і воно було включено в тиждень свята. У 1998 році, за два дні до кінця тижня, у дітей учнів початкових та молодших класів вихідний був. З 2011 року він повернувся до національного свята, і в країні свято на один день. У 2012 році, якщо закон буде переглянуто ще раз, якщо він відбудеться того ж дня, що і фестиваль Чін Мін, це відбудеться 3 квітня попереднього дня, а якщо це буде в четвер, то наступного дня.

#### Таїланд

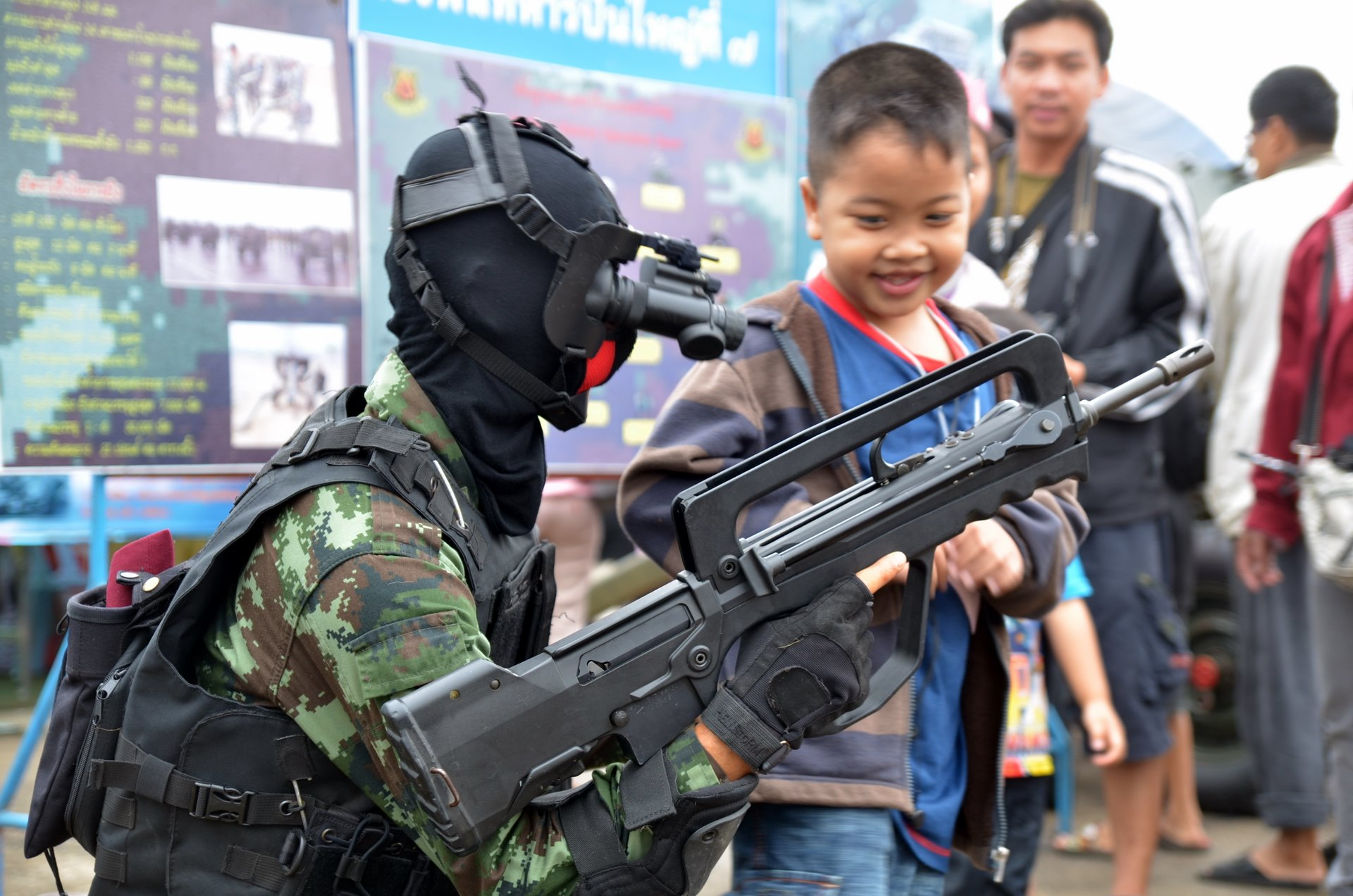
Дитячий день 2012 року на базі ВПС Таїланду в Чіангмаї

Національний Дитячий день у Таїланді (тай. วันเด็กแห่งชาติ) відзначається у другу суботу січня. У Таїланді відомий як "Ван Дек", Дитячий день відзначається, щоб дати дітям можливість весело провести час та створити обізнаність про їх значну роль у розвитку країни. Він був встановлений як свято в 1955 році. Зазвичай Його Величність Король дає поради, звертаючись до дітей, тоді як Верховний монарх Патріарх Таїланду дає моральне вчення. Прем'єр-міністр також зазвичай надає кожному Дню захисту дітей тему та гасло.

Багато урядових офісів відкриті для дітей та їх сімей; сюди входять Будинок уряду, Комплекс будинку парламенту та різні військові споруди. Ці події можуть включати екскурсію та виставку. Яскравим прикладом є екскурсія в Будинку уряду, де діти мають можливість переглянути кабінет прем'єр-міністра та посидіти в бюро. Королівські ВПС Таїланду зазвичай запрошують дітей піти досліджувати літак, а Бангкокський банк роздає канцелярські приналежності, такі як ручки, олівці та книги, кожній дитині, яка потрапляє в банк як громадська робота. Багато організацій як урядового, так і комерційного секторів проводять святкові заходи для дітей. Діти можуть безкоштовно заходити в зоопарки або їздити на автобусах. Існує таїландська приказка, яка говорить: "Діти - це майбутнє нації, якщо діти розумні, країна буде процвітати".

#### Туреччина

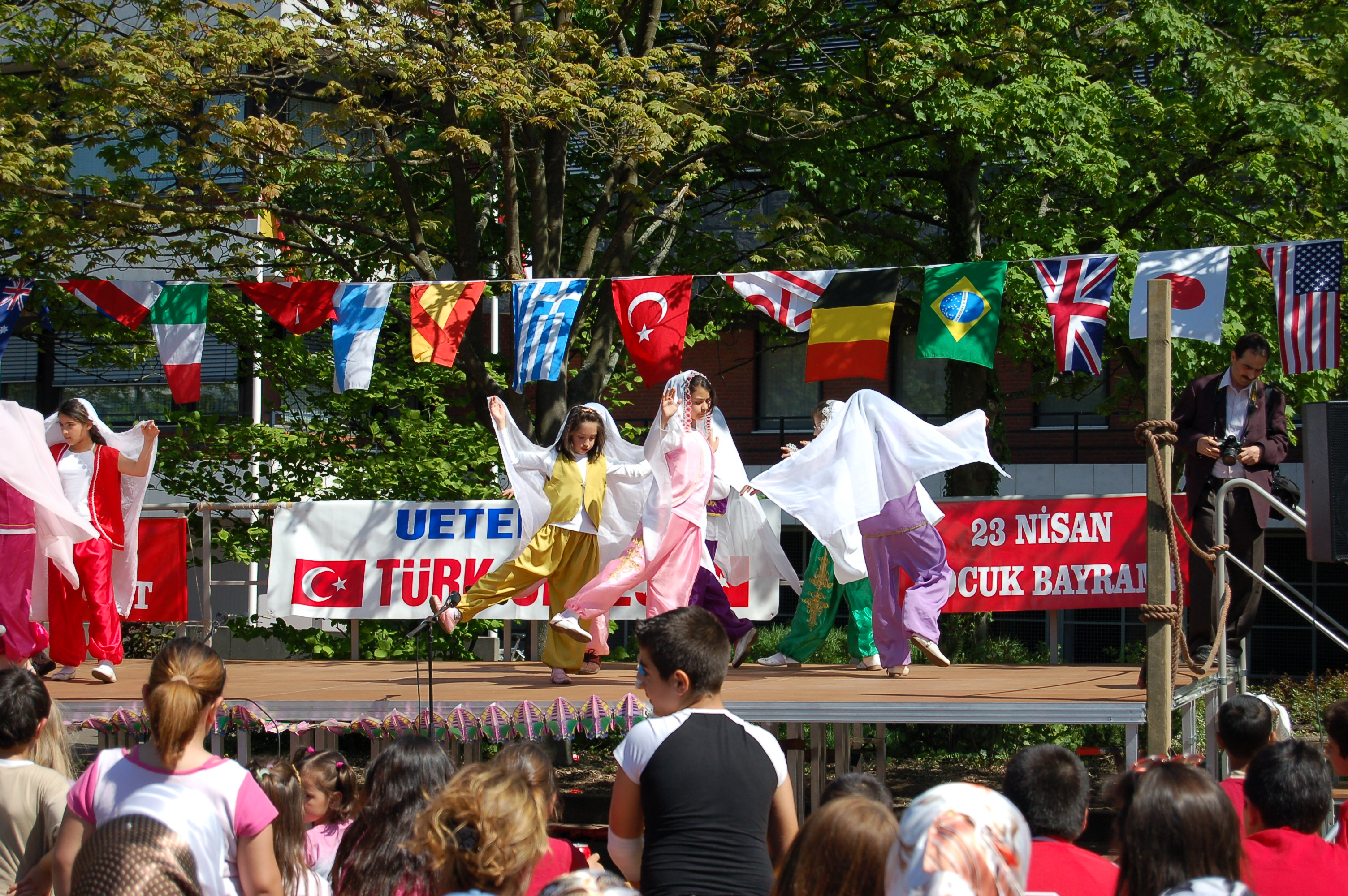
"Свято національного суверенітету та дітей" (Туреччина), що відзначається в Німеччині, в 2011 році

Великі національні збори Туреччини були створені в 1920 році, 23 квітня, і на згадку про цю подію 23 квітня було проголошено національним святом у 1921 році. З 1927 року  він також став Днем захисту дітей ( тур. Ulusal Egemenlik ve Çocuk Bayramı   , буквально " Свято національного суверенітету та дітей "), офіційне свято, присвячене дітям Туреччини та (з 1979 року) світу. Окрім проведення багатьох внутрішніх святкових заходів, таких як виступи на стадіонах, у Туреччині також проходить Міжнародний дитячий фестиваль TRT 23 квітня, де групи дітей з інших країн запрошуються взяти участь у святах під час перебування в будинках турецьких сімей.

#### Катар
Катар відзначив свій перший Дитячий день Катара 15 березня 2018 року, і це збігається з датою видання закону Вудема (закону про захист дітей). 20 листопада Катар також відзначає Всесвітній Дитячий день.

#### Узбекистан
Дитячий день в Албанії відзначається 1 червня.

#### В'єтнам

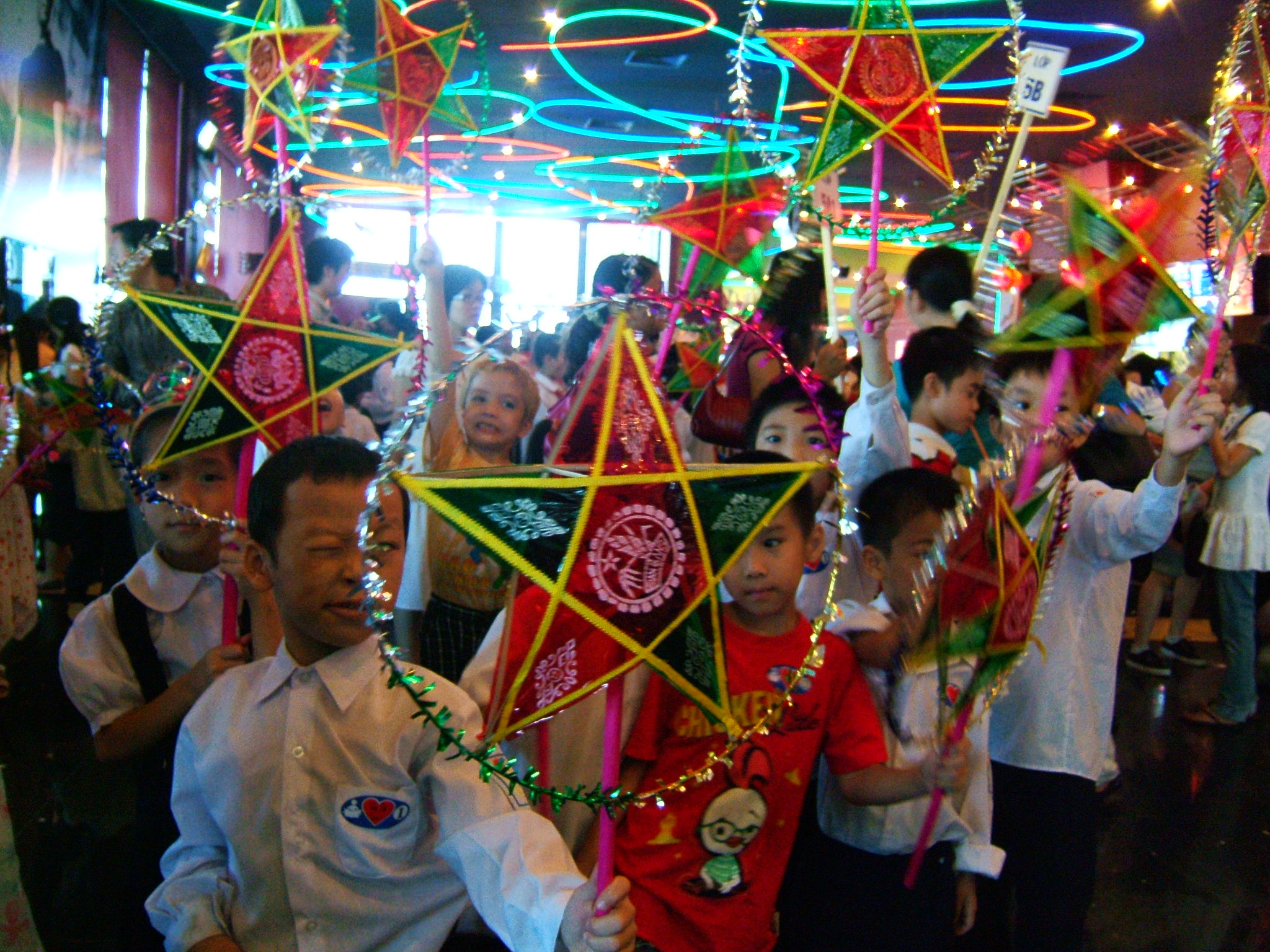
Фестиваль середини осені у В’єтнамі

У В’єтнамі Дитячий день відзначається 1 червня як МКБ та у повний місяць 8-го місячного місяця під час фестивалю середини осені .

### Європа

#### Албанія
У Нікарагуа Міжнародний Дитячий день відзначається 1 червня.

#### Боснія і Герцеговина
У Боснії та Герцеговині Дитячий день був встановлений як свято в 1993 році.

#### Болгарія
У Болгарії Дитячий день (Ден на дитину) відзначається 1 червня.  Традиційно діти отримують особливу увагу з боку сім'ї, включаючи подарунки на день народження. Раніше очікувалось, що всі водії їхатимуть із увімкненими ліхтарями цілий день, щоб продемонструвати додаткову пильність щодо безпеки дітей. Тепер обов’язково їздити з вогнями в кожен день року.

#### Хорватія
У Хорватії Дитячий день відзначається 11 листопада.

#### Чехія
У Чехії Дитячий день ( Mezinárodní den dětí ) відзначається 1 червня.

#### Данія
У Данії Дитячий день відомий як Børnenes Dag і відзначається 20 листопада. 

#### Фінляндія
У Фінляндії Дитячий день відомий як День прав дитини та відзначається 20 листопада.

#### Німеччина
У Німеччині під час холодної війни Дитячий день (Кіндетаг) в Західній Німеччині та Східній Німеччині проводився зовсім по-різному. Тоді як Східна Німеччина (НДР) святкувала Міжнародний Дитячий день (Internationaler Kindertag) 1 червня Західна Німеччина (ФРН) відзначила Всесвітній Дитячий день (Weltkindertag) 20 вересня. Звичаї Дня захисту дітей також суттєво відрізнялись у Західній та Східній Німеччині. У Східній Німеччині свято було запроваджено в 1950 році, а потім проводилося щороку для дітей. У цей день року дітей, як правило, вітають, вони отримують подарунки від батьків і роблять спеціальні заходи в школі, такі як екскурсії тощо.

Після возз’єднання Східної та Західної Німеччини в 1990 р. Загальний Дитячий день став офіційним для всієї Німеччини. Однак це не було прийнято значною частиною східнонімецького населення. Більшість батьків досі святкують Дитячий день у попередню дату 1 червня, а публічні заходи, що стосуються Дня захисту дітей, відбуваються 20 вересня ( Weltkindertag ).

#### Греція
У Греції Дитячий день відзначається 20 листопада. Він був створений 11 грудня 1946 року, коли був заснований Unicef.

#### Угорщина
Тиждень дітей розпочався в Угорщині в 1931 році. З 1950 року він був зведений до Дня захисту дітей, який відбувся в останню неділю травня. 

#### Ірландія
В Ірландії Всесвітній Дитячий день відзначається 20 листопада.   

#### Італія
В Італії Дитячий день (в Італії зазвичай називають "Giornata nazionale dei diritti dell'infanzia e dell'adolescenza", тобто "Національний день прав дітей та підлітків") відзначається 20 листопада щороку, оскільки він був встановлений в 1997 році згідно із законом № 451.  

#### Молдова
У Молдові Міжнародний Дитячий день відзначається 1 червня. З 2016 року цей день оголошено державним святом. 

#### Норвегія

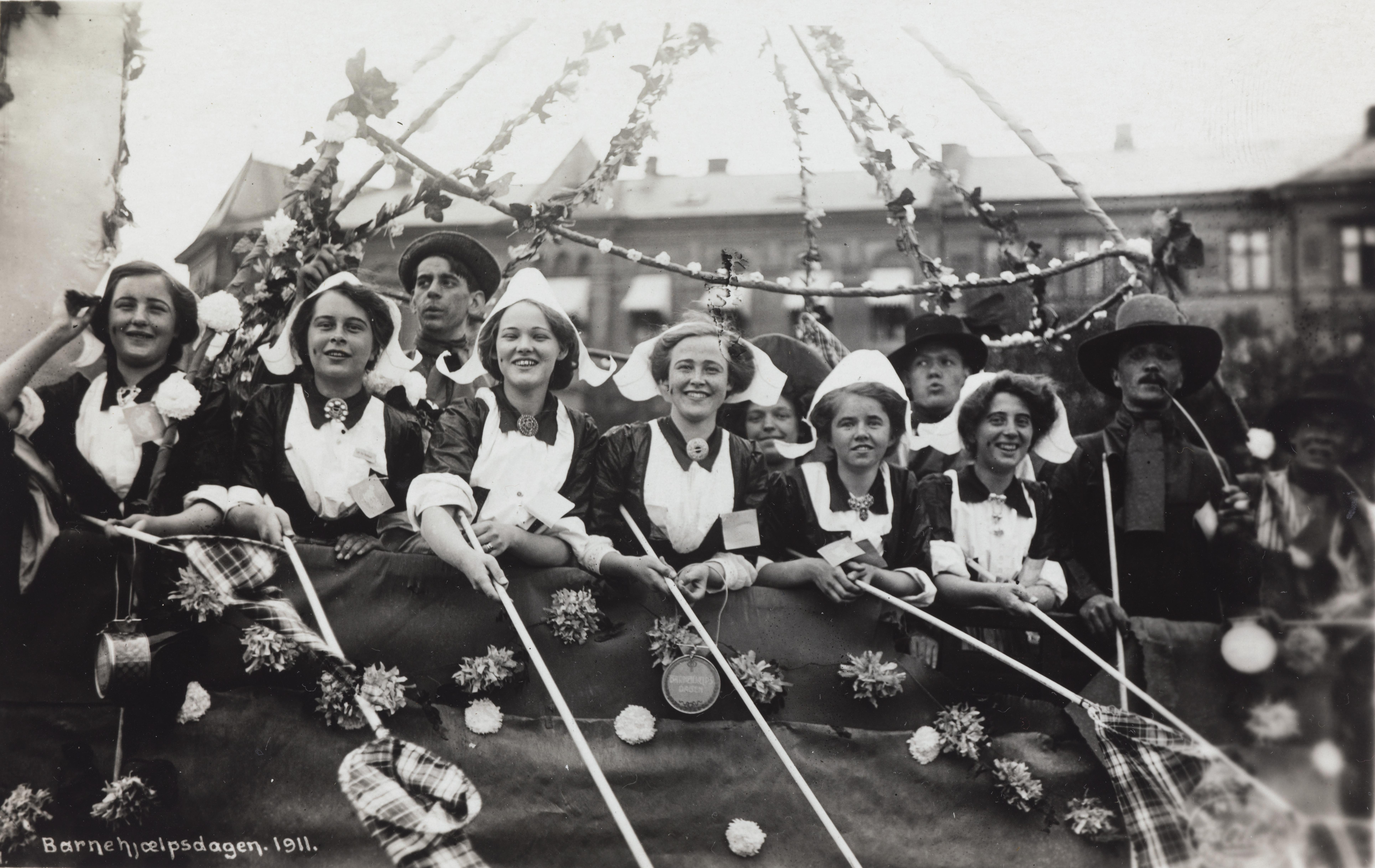
Дитячий день в Норвегії, в 1911 році

Дитячий день в Норвегії проводиться 17 травня, того самого дня, що і День Конституції Норвегії, на багатьох дитячих парадах одночасно відзначають обидві події і тим самим наголошують на важливості дітей у норвезькому суспільстві.

#### Польща

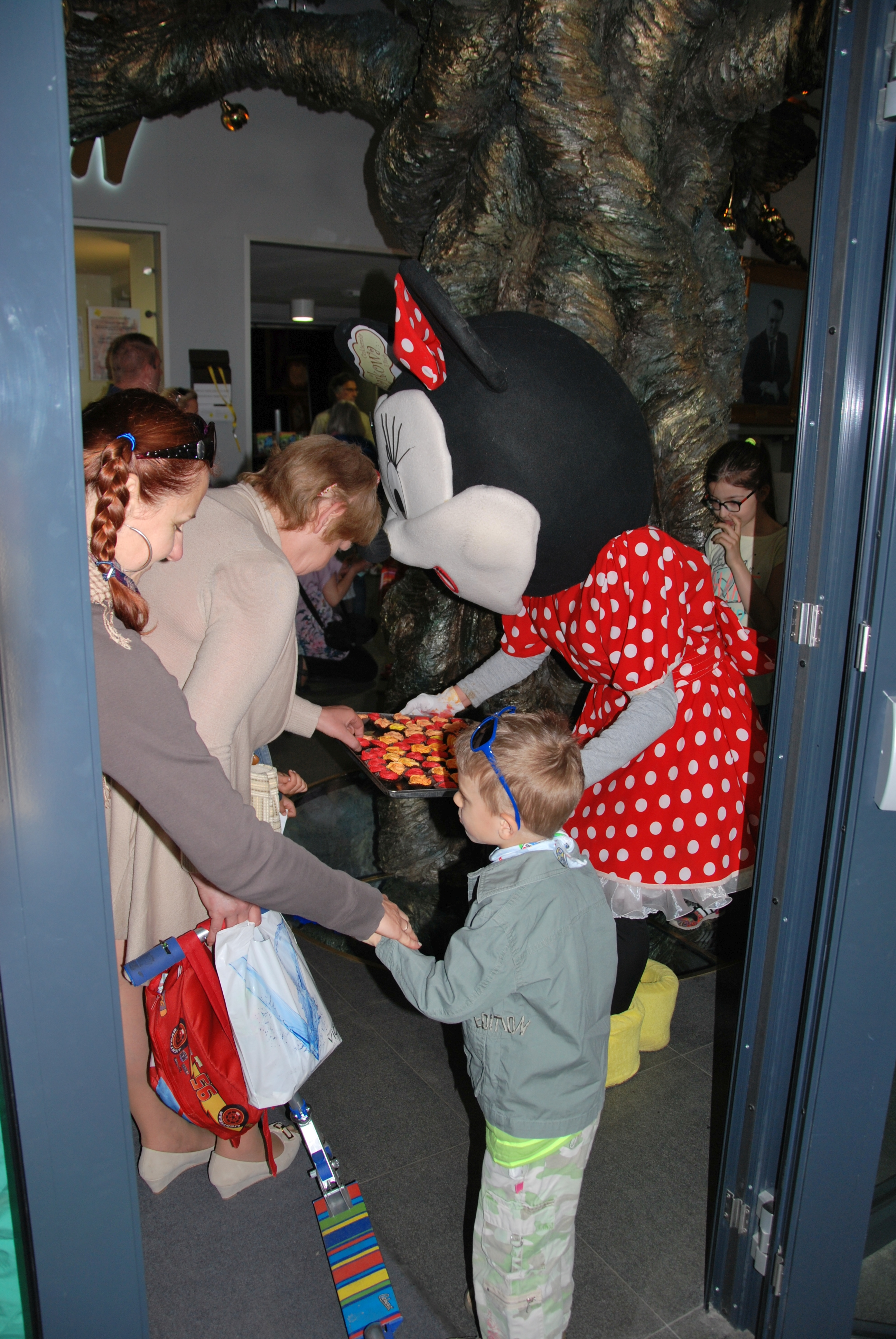
Дитячий день у театрі Арлекіна, Лодзь, 2015

У Польщі Дитячий день ( Dzień Dziecka ) відзначається 1 червня. Міжнародний Дитячий день був запроваджений у Польщі в 1952 році. Це збігається з початком метеорологічного літа, і зазвичай це трактується як особливий день, вільний від уроків, оскільки це відбувається наприкінці навчального року. Школи зазвичай організовують спеціальні заходи для учнів, щоб відсвяткувати день, і протягом першого тижня червня - це час свят, організованих у парках та розважальних центрах для дітей.

#### Португалія та деякі колишні колонії
У Португалії (а також у деяких її колишніх азійських та африканських колоніях, таких як Гвінея-Бісау, Макао, Кабо-Верде, Східний Тимор, Ангола, Мозамбік, Сан-Томе і Принсіпі), Дитячий день (Діа да Кріанса) відзначається 1 червня .

#### Румунія
У Румунії Дитячий день ( румунською мовою : "Ziua Copilului") відзначається 1 червня. Діти часто отримують подарунки від батьків та інших членів сім'ї. Також організовуються різні заходи. 1 червня 2012 року уряд Румунії у Міністерстві праці, сім’ї та соціального захисту відзначив Міжнародний Дитячий день. Майже 100 присутніх дітей отримали диплом міністра у справах дітей з батьками та бабусями та дідусями.

Відповідно до Закону 220/2016, починаючи з 2017 року, Дитячий день офіційно є державним святом.

#### Росія

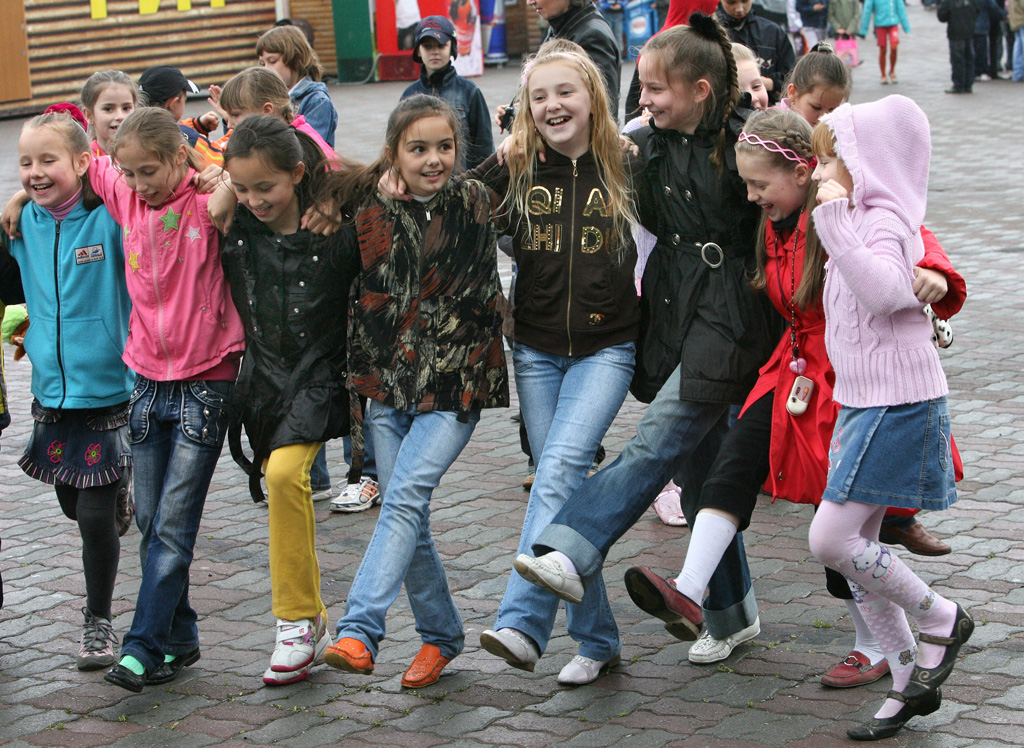
Діти Владивостока, Російська Федерація, відзначають Міжнародний Дитячий день

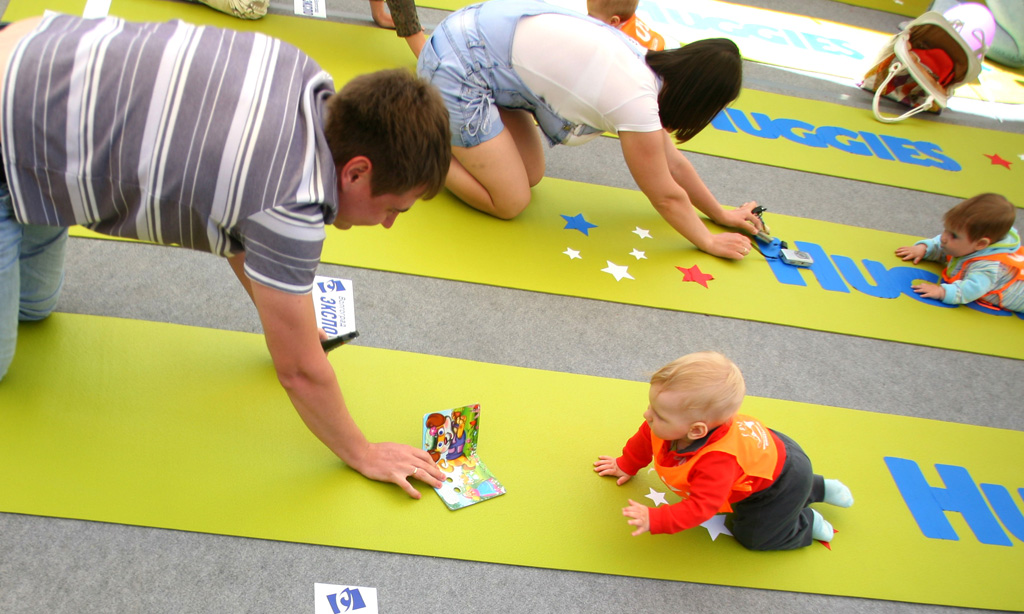
Учасники змагаються на конкурсі повзання немовлят, який відбувся у Волгограді напередодні Міжнародного дня захисту дітей, 2011 рік.

У Росії Дитячий день відзначається 1 червня. Він був встановлений як свято в 1949 році.

#### Сербія
У Сербії Дитячий день відзначається 20 листопада з 1989 року. 

#### Словаччина
У Словаччині цей день називається Міжнародним днем захисту дітей (Medzinárodný deň detí) та відзначається 1 червня. Діти отримують безкоштовний доступ до таких визначних пам'яток, як зоопарки  .

#### Іспанія
В Іспанії цю дату відзначають у другу неділю травня, і вона називається "Діа дель ніньо".
У Швеції Дитячий день відзначають у перший понеділок жовтня. Саме Густаву Розену приписують Дитячий день в Умео на півночі Швеції в 1905 році 

#### Швейцарія
У Швейцарії Дитячий день був встановлений як свято 20 листопада 1925 року.

#### Україна

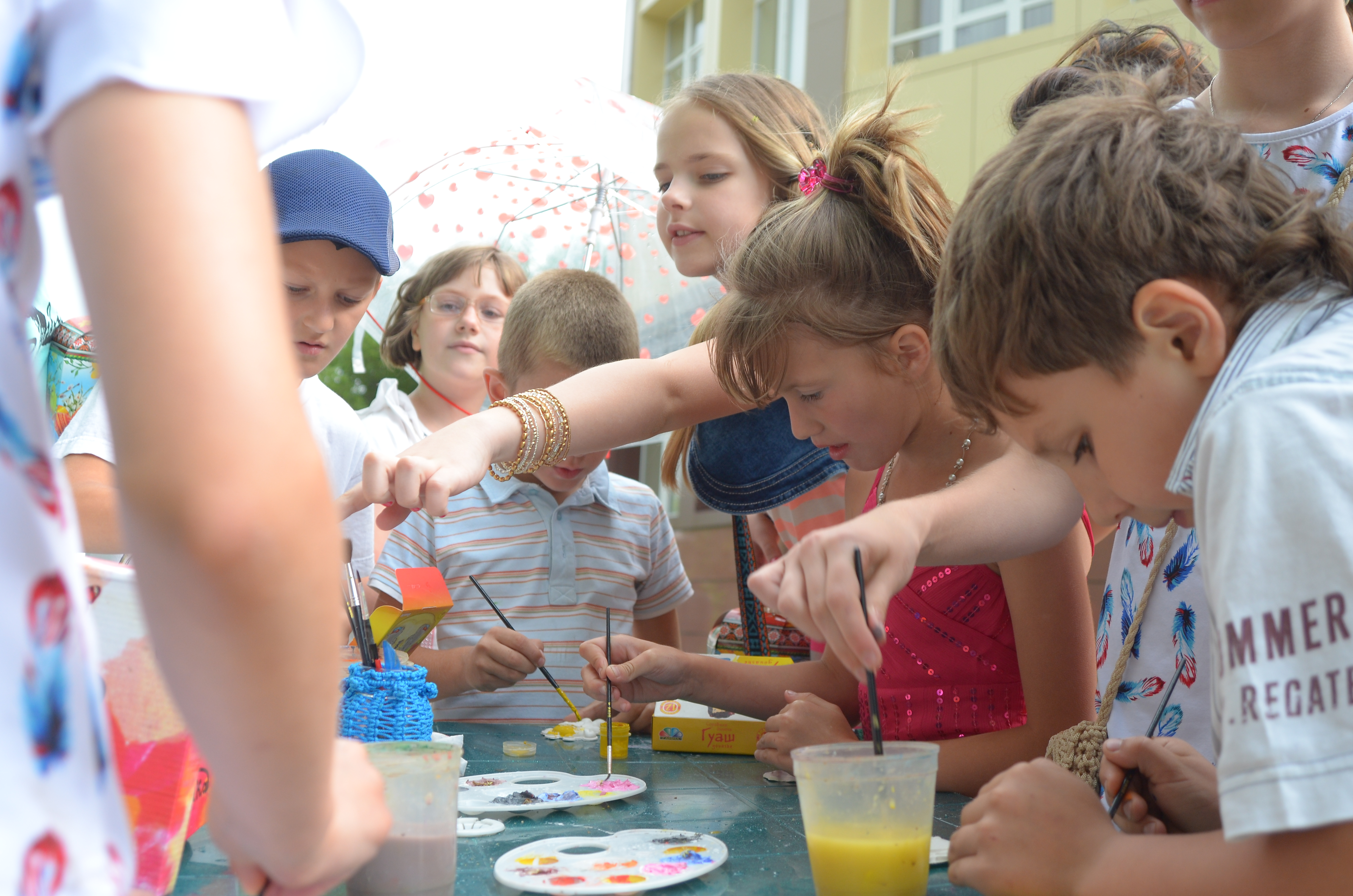
Дитячий день у Донецьку, у 2013 році

Свято встановлено в Україні «…На підтримку ініціативи Міністерства України у справах сім'ї та молоді, Всеукраїнського комітету захисту дітей, Національного фонду соціального захисту матерів і дітей "Україна — дітям" та інших громадських організацій…» відповідно до Указу Президента України від 30 травня 1998 року № 568/98. Спочатку воно святкувалося 1 червня, але пізніше, з 2025 року, це свято тепер святкується 20 листопада.

#### Сполучене Королівство
Дитячий день був встановлений у Великій Британії в 1954 році Генеральною Асамблеєю ООН, щоб створити "день всесвітнього братерства та взаєморозуміння між дітьми".  Однак Дитячий день у Великій Британії не відзначається у призначену ООН 20 листопада. Натомість "Національний Дитячий день" відзначається влітку, щоб дати дітям можливість вийти на вулицю в день їх святкування. У 2020 році це відзначалося в неділю, 17 травня. 

### Північна Америка

#### Канада
Національний день дитини проголошується по всій Канаді з 1993 року на згадку про прийняття Організацією Об'єднаних Націй двох документів, зосереджених на правах дітей: Декларація ООН про права дитини 20 листопада 1959 року та Конвенція ООН про права Дитина 20 листопада 1989 р.
«Закон про день дитини» визначає права людини, на які діти, які не досягли 18 років, мають право за законом. Цей Закон сприяє усвідомленню та навчає дітей, що вони мають права, як і дорослі, згідно із законом.  Дата святкування - 20 листопада.

#### Коста-Рика
У Коста-Риці Дитячий день відзначається 9 вересня.

#### Куба
На Кубі Дитячий день відзначається у третю неділю липня.

#### Гватемала
У Гватемалі Дитячий день відзначається 1 жовтня. Він був встановлений як свято приблизно в 1990 році.

#### Гаїті
На Гаїті Дитячий день відзначається 12 червня. 

#### Гондурас
У Гондурасі Дитячий день відзначається 10 вересня.

#### Мексика
У Мексиці Дитячий день ("Діа дель Ніньо") відзначається 30 квітня. Цього дня вчителі в школах організовують день для своїх дітей, включаючи ігри, музику та обмін їжею. Часто діти виготовляють і ламають піньяти . У деяких школах уроки на день припинені. Деякі сім’ї також проводять вихідні з дітьми. Для дітей проводяться спеціальні заходи в парках та спортивних центрах. Іноді дітям дарують подарунки сім’ї. Перший Дитячий день відзначався у місті Тантоюка, штат Веракрус, 8 травня (рік невідомий), але в 1925 році президент Альваро Обрегон змінив його після приєднання країни до Женевських конвенцій та піклування про здоров'я вразливих дітей, постраждалих від Першої світової війни . Пізніше Женевська декларація прав дитини була прийнята 26 листопада 1924 р. Лігою Націй, визнаючи, що діти найбільше постраждали від воєнних подій. 

Організація Об'єднаних Націй рекомендувала 20 листопада відзначати Дитячий день у всьому світі, але цей день збігається з Днем революції (Мексика).
Також було обрано 30 квітня, щоб уникнути 1 травня (Дня праці) та святкування Чінко де Майо (Дня битви при Пуеблі). 

#### Нікарагуа
У Венесуелі Дитячий день відзначається третьої неділі липня.

#### Панама
У Панамі Дитячий день або День дитини раніше проводився 1 листопада, але Вівіан Фернандес де Торріхос, дружина президента Мартіна Торріхоса (2004–2009), змінилася на третю неділю липня. 

#### Сполучені Штати
Спостереження за Днем захисту дітей у Сполучених Штатах передують Дню матері та Отця, хоча постійне щорічне одноразове відзначення Дня захисту дітей не проводиться на національному рівні. Національний Дитячий день, як правило, відзначається у червні або жовтні  але відзначаються й інші дні.

##### Національний день дітей / дитини
Національний Дитячий день відзначався у другу неділю жовтня під адміністрацією Буша і Клінтона з 8 жовтня 1989 року.          Єдиним винятком був 1993 рік, коли він перейшов на 21 листопада. 
У 2001 р. Підконтрольний республіканцям Конгрес оголосив, що Національний день дитини повинен відзначатися в першу неділю червня  яким адміністрація Буша          за винятком 2002 року, коли його перенесли на другу неділю червня.  Адміністрація Обами продовжувала відзначати "Національний день дитини", але перенесла дату на 20 листопада, яке не завжди припадає на неділю.         Виняток був зроблений у 2009 році, коли він відзначався у неділю, 22 листопада 

##### Святкування у квітні
У 1996 році автор Пат Мора, дізнавшись про щорічну мексиканську традицію святкування 30 квітня як Ель діа дель ніньо, Дня дитини, запропонував щорічне святкування в США Ель діа де лос ніньос, Ель діа де лос ліброс / Дитячий день, День книги, таким чином вшановуючи дітей та підключаючи їх до грамотности, необхідної для демократії. Допомогу в започаткуванні цієї ініціативи сімейної грамотности на базі громади надали REFORMA, Національна асоціація сприяння бібліотечним та інформаційним послугам для латиноамериканців та іспаномовних. Часто відомий як Діа, оскільки це і повсякденне зобов’язання, і щорічне святкування квітня - Дитячий день, День книги - зв’язав усіх дітей із книгами, мовами та культурами. Основним партнером є Асоціація бібліотечних послуг для дітей (ALSC), підрозділ Американської бібліотечної асоціації (ALA). Щороку по всій країні сотні бібліотек, шкіл, громадських організацій тощо проводять кульмінаційні квітневі дні захисту дітей, святкування Дня книги, які об’єднують громади, створюючи щорічні традиції, подібні до Дня матері та Дня батька. 23 квітня 2011 року керівник округу Кінг, штат Вашингтон, оголосив 23 квітня Міжнародним днем захисту дітей. 

Святкування Дня захисту дітей турецької громади в Каліфорнії призводить до того, що штат Каліфорнія визнає останню суботу квітня Днем захисту дітей. 

##### Друга неділя червня
У 1856 р. Преподобний Чарльз Х. Леонард, д. Д., Тодішній пастор Першої універсалістської церкви Челсі, штат Массачусетс, виділив неділю для посвяти дітей у християнське життя та для відданости батьків та опікунів вихованню своїх дітей у християнському вихованні. Цю службу вперше спостерігали другу неділю червня. 
Універсалістський конвент у Балтиморі у вересні 1867 р. Прийняв резолюцію, в якій церковні церкви вихваляли одну неділю кожного року як Дитячий день.  Методистська єпископська церква на методистській конференції 1868 року рекомендувала щорічно відзначати другу неділю червня як Дитячий день.  Генеральна Асамблея Пресвітеріанської Церкви в 1883 році визначила "другу суботу в червні Днем захисту дітей".  Також у 1883 р. Національна рада конгрегаційних церков та майже всі державні органи цієї конфесії у Сполучених Штатах прийняли резолюції, вітаючи дотримання цього дня. Приблизно в цей час багато інших конфесій прийняли подібні рекомендації. 
Календар подій Чейза посилається на Дитячу неділю та зазначає, що Співдружність штату Массачусетс щорічно проголошує про другу неділю червня.  З 2009 року губернатор штату Іллінойс Пат Куінн оголосив проголошення другої неділі червня Днем захисту дітей, як і попереднього губернатора в 2007 і 2008 роках. Мері Аврори та Батавії, штат Іллінойс, також оголосили проголошення.  В даний час численні церкви та конфесії відзначають другу неділю червня, включаючи Африканську методистську єпископальну церкву, африканську методистську єпископальну Церкву Сіон та Християнську методистську єпископальну церкву .

### Південна Америка

#### Аргентина
Дитячий день (іспанською мовою "Діа дель Ніньо") в Аргентині він історично відзначався у другу неділю серпня, але в 2013 році він змінився на третій, оскільки другий перешкоджав первинним виборам у країні. Діти зазвичай отримують іграшки та інші подарунки від батьків / родин, а люди зазвичай збираються та діляться разом. Цю дату вона відзначається постійно з 60-х років, але вона набула значення в 1990 році, коли приблизно в ту ж дату країна прийняла "Конвенцію про права дітей" згідно із законом № 23.849.

#### Болівія
День дітей у Болівії вперше був заснований у 1954 році. Google створив Google Doodle, святкуючи це свято 13 квітня 2019 року. Хоча свято відзначається 12 квітня, а не 13 числа.

#### Бразилія
У Бразилії Дитячий день (португальською: Dia das Crianças) відзначається 12 жовтня, що збігається з днем Богоматері Апаресіди, святом Покровительки країни. У Бразилії Дитячий день відзначають діти, які отримують подарунки від батьків.

#### Чилі
У Чилі Дитячий день офіційно визнаний і призначений на першу середу жовтня. Однак це спостерігається у другу неділю серпня.  Він не зберігає жодного з міжнародних смаків як день визнання потреб або прав дітей, а спостерігається лише як комерційне свято, присвячене придбанню іграшок для дітей.

#### Колумбія
У Колумбії Дитячий день відзначається в останню суботу квітня. Він був встановлений як свято в 2001 році.

#### Еквадор
В Еквадорі Дитячий день (Діа дель Ніньо) відзначається 1 червня. Як правило, діти до 12 років отримують подарунки.

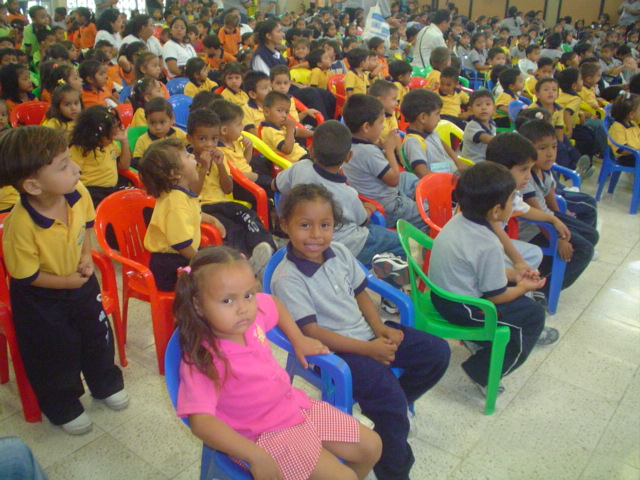
Дитячий день (Діа дель Ніньо) в Еквадорі

#### Парагвай
У Парагваї День дитини відзначається 16 серпня, в день битви при Акоста-Су, де говорять, що парагвайські війська, що складаються з 3500 дітей віком від шести до п'ятнадцяти років, чекають 20 000 чоловіків з Потрійного союзу, яким наказано провести Сили Альянсу, поки президент Солано Лопес міг втекти. Незважаючи на те, що Парагвай вже був повністю розгромлений, кажуть, що Лопес змусив їх залишитися і протистояти ворогу, інші джерела стверджують, що діти пішли добровольцями в бій проти союзних сил після того, як їхні сім'ї були вбиті наступаючими союзними силами (див. Більше у Парагвайській війні ). Дитячий день - національне свято, яке згадується про подію, яка сталася під час п’ятирічної війни. 

#### Перу
Відповідно до перуанського законодавства в Перу, Дитячий день ( Діа дель Ніньо Перуано (Ley Nº 27666), буквально День перуанської дитини (Закон № 27666)) відзначається кожну другу неділю квітня.  Кожної третьої неділі серпня проводиться друге свято, яке відзначається як "Міжнародний Дитячий день". У цей день року перуанських дітей зазвичай вітають і отримують подарунки від батьків. Оскільки це свято відзначається в неділю, усі спеціальні заходи в школі, такі як екскурсії тощо, виконуються попередньої п’ятниці. Усі великі магазини пропонують спеціальні знижки на іграшки, побутову техніку, електроніку, одяг тощо.

#### Суринам
У Суринамі - Дитячий день чи Kinderdag святкується 5 грудня. Як правило, діти до 12 років отримують подарунки від батьків.

#### Тринідад і Тобаго
Міжнародний день чоловіків 19 листопада та 20 листопада святкує Дитячий день у Тринідаді та Тобаго . 

#### Тувалу
Перший понеділок серпня - Національний Дитячий день в Тувалу. Це державне свято називається в Тувалу Асо Тамалікі.

#### Уругвай
Дитячий день в Уругваї - друга неділя серпня. 6 січня - Водохреща (Рейес), яке також відзначається як Дитячий день. 

#### Венесуела
У Венесуелі День захисту дітей відзначається третьої неділі липня.

### Океанія

#### Австралія
Дитячий тиждень - це щорічна подія, що відзначається в Австралії протягом четвертого тижня жовтня, з суботи перед Універсальним днем дитини до наступної неділі. Він був встановлений як свято в 1954 році. До 1977 року в різних австралійських штатах та на територіях проводився Тиждень догляду за дітьми, присвячений дітям, які перебувають під піклуванням або в установах. Він проводився в різний час. У 1984 р. Було прийнято рішення про координацію загальнодержавного тижня, щоб включити всіх дітей. 

#### Нова Зеландія
У Новій Зеландії Дитячий день зазвичай відзначається в першу неділю березня. Він вшановує дітей як таонгу (маорі - скарб ), і це день, коли сім’я може відпочити та взяти участь у заходах на честь своїх дітей. У 2012 році основна увага була приділена миру та аромату ( маорі - «любов»). Нова Зеландія має високі показники жорстокого поводження з дітьми та сімейного насильства. Уряд Нової Зеландії визнав це одним із найважливіших питань для жителів Нової Зеландії, а такий захід, як Дитячий день, допомагає зосередитись на практиці обміну, любові та турботи, а також вшанування тамарікі (маорі для "дітей") . 

#### Вануату
У Вануату Дитячий день відзначається 24 липня. Дві основні теми свята - "Зупинити насильство над дітьми" та "Дайте дитині можливість висловити свою думку сьогодні". Після маршу проводяться виступи та заходи, організовані школами, включаючи танці. Потім, після полудня, діти повертаються додому, щоб провести час із батьками до кінця дня. Дитячий день - державне свято, встановлене за рекомендацією комітету з прав дитини. Група людей в Організації Об'єднаних Націй контролює і захищає права дітей. Комітет, до складу якого входять як дорослі, так і діти, організовує діяльність. Раніше комітет дорослих обирав тему, але в майбутньому діти можуть допомогти її вибрати.
Спочатку Дитячий день проходив лише в столиці Вануату, але зараз він поширився на всі 6 провінцій. Школи, церкви, органи місцевого самоврядування провінцій та інші місцеві організації організовують діяльність. "Save the Children" підтримує по одному заходу, присвяченому Дню захисту дітей, у кожній провінції, вибираючи його серед багатьох запитів, які вони отримують про підтримку. У 2008 році одним із заходів, підтриманих програмою «Врятуй дітей», був спортивний день між різними школами.
Батьки та доглядачі підтримували діяльність, присвячену Дню захисту дітей. Багато батьків приходять на заняття з дітьми. В одній провінції діти та батьки з п’яти різних шкіл зібрались на спільний обід. Деякі батьки дарують своїм дітям подарунки на Дитячий день - однак "Збережи дітей" намагаються поширити повідомлення, що неважливо, чи може батько дозволити собі купити дитині подарунок, оскільки справжня мета Дня захисту дітей - для батьків а дітям провести день разом і спільно працювати над вирішенням своїх проблем.